# Sirtori

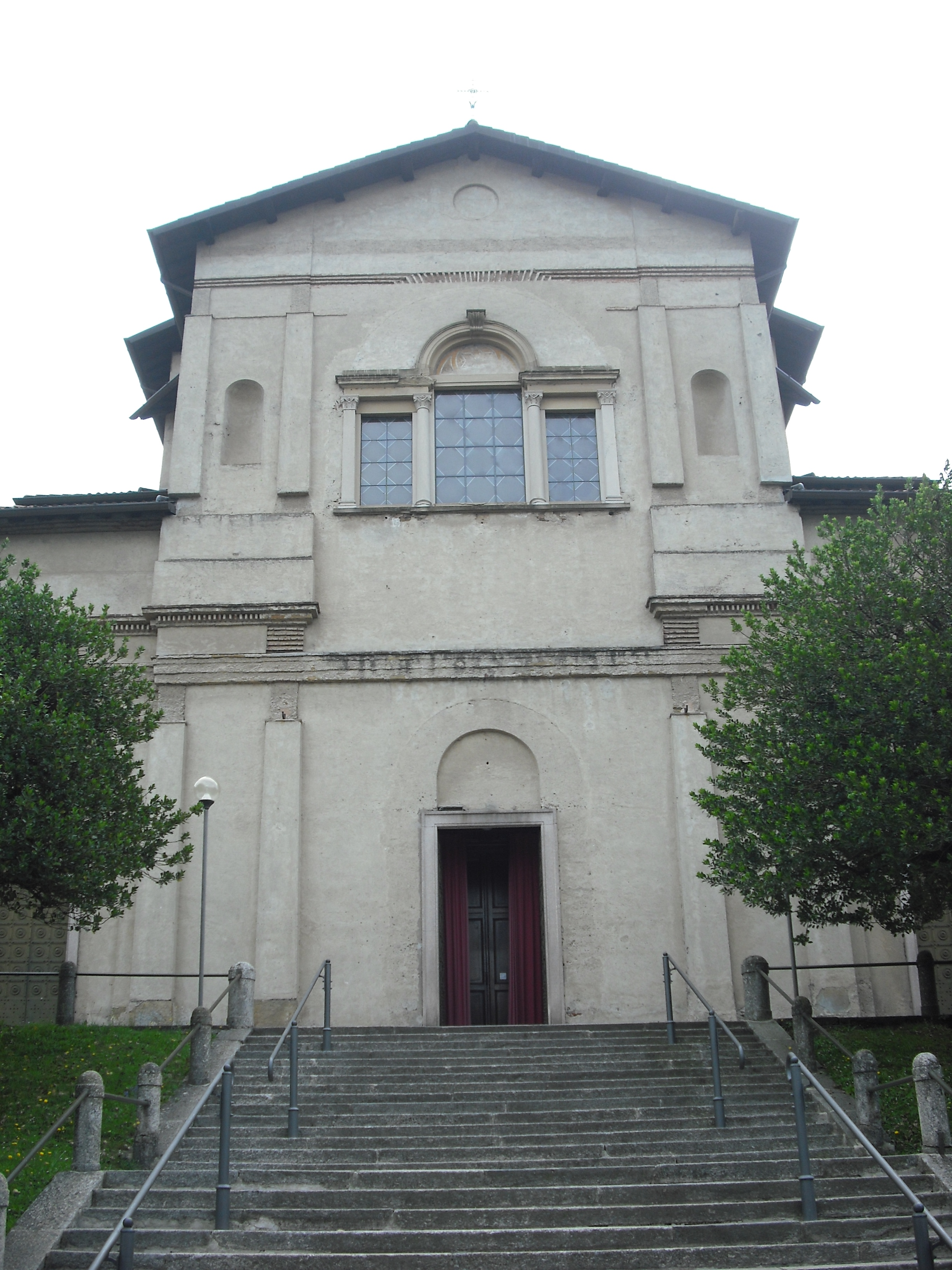
Pfarrkirche Santi Naborre e Felice

Sirtori ist eine Gemeinde in der Provinz Lecco in der italienischen Region Lombardei mit 2616 Einwohnern.

## Geographie
Sirtori liegt circa 13 km südwestlich der Provinzhauptstadt Lecco und 35 km nordöstlich der Millionen-Metropole Mailand. Im Jahr 1971 hatte die Gemeinde Sirtori eine Fläche von 431 Hektar.
Die Nachbargemeinden sind Barzago, Barzanò, Castello di Brianza, Missaglia, Perego, Rovagnate und Viganò.

## Geschichte
In den Statuten für die Straßen und Gewässer des Herzogtums Mailand wurde es als el locho da Sirtori in die Gemeinde Missaglia aufgenommen. Bei der Aufteilung des Estimos von Monte di Brianza (1456) wurde die Gemeinde Sirtori in die Pieve Missaglia eingegliedert. Im Grundbuch des Herzogtums Mailand von 1558 und den nachfolgenden Aktualisierungen bis zum 17. Jahrhundert wird Sirtori als eine der Gemeinden der Pieve Missaglia aufgeführt. In einem Prospekt aus dem Jahr 1572 (Terre Ducato di Milano, 1572), in dem alle Ländereien des Herzogtums Mailand und andere, die für den Verkauf bestimmt waren aufgeführt sind, ist auch Sirtori enthalten. Aus den Antworten, die im Jahr 1751 auf die 45 Anfragen der königlichen Volkszählungsbehörde gegeben wurden, geht hervor, dass die Gemeinde Sirtori mit Ceregallo, die zur Pieve Missaglia gehörte, zu diesem Zeitpunkt mit Don Giovanni Sirtori belehnt war, mit dem nichts übereinstimmte. Der Feudalherr verfügte über einen Podestà, einen Knappen und einen Kerkermeister; in Notfällen unterstand die Gemeinde diesem Gericht und auch dem Vikar von Martesana, bei dessen Strafbank der Konsul seinen jährlichen Eid ablegte und dem Aktuar 18,3 Soldi zahlte.
Nach dem vorübergehenden Zusammenschluss der lombardischen Provinzen mit dem Königreich Sardinien wurde die Gemeinde Sirtori mit 822 Einwohnern, die von einem 15-köpfigen Gemeinderat und einem 2-köpfigen Stadtrat verwaltet wird, auf der Grundlage der durch das Gesetz vom 23. Oktober 1859 festgelegten Gebietsaufteilung in den Bezirk IV von Missaglia, Bezirk III von Lecco, Provinz Como, eingegliedert. Bei der Gründung des Königreichs Italien im Jahr 1861 hatte die Gemeinde 898 Einwohner (Volkszählung 1861). Nach dem Gemeindegesetz von 1865 wurde die Gemeinde von einem Bürgermeister, einer Junta und einem Rat verwaltet. Im Jahr 1867 wurde die Gemeinde in denselben Bezirk, Kreis und dieselbe Provinz eingegliedert (Verwaltungsbezirk 1867). Im Jahr 1924 wurde die Gemeinde in den Bezirk Lecco der Provinz Como eingegliedert. Nach der Gemeindereform von 1926 wurde die Gemeinde von einem Podestà verwaltet. Im Jahr 1928 wurde die Gemeinde Sirtori mit der Gemeinde Barzanò zusammengelegt. Im Jahr 1953 wurde die autonome Gemeinde Sirtori durch Abtrennung ihres Gebiets von der Gemeinde Barzanò neu gebildet. Nach dem geltenden Gesetz über die Gemeindeorganisation wurde die Gemeinde von einem Bürgermeister, einer Junta und einem Rat verwaltet.

## Bevölkerungsentwicklung
| Bevölkerungsentwicklung | Bevölkerungsentwicklung | Bevölkerungsentwicklung | Bevölkerungsentwicklung | Bevölkerungsentwicklung | Bevölkerungsentwicklung | Bevölkerungsentwicklung | Bevölkerungsentwicklung | Bevölkerungsentwicklung | Bevölkerungsentwicklung | Bevölkerungsentwicklung | Bevölkerungsentwicklung | Bevölkerungsentwicklung | Bevölkerungsentwicklung |
| ----------------------- | ----------------------- | ----------------------- | ----------------------- | ----------------------- | ----------------------- | ----------------------- | ----------------------- | ----------------------- | ----------------------- | ----------------------- | ----------------------- | ----------------------- | ----------------------- |
| Jahr                    | 1861                    | 1871                    | 1881                    | 1911                    | 1931                    | 1951                    | 1961                    | 1971                    | 1981                    | 1991                    | 2001                    | 2011                    | 2022                    |
| Einwohner               | 898                     | 975                     | 1058                    | 1160                    | 1260                    | 1173                    | 1282                    | 1722                    | 1883                    | 2379                    | 2616                    | 2920                    | 2772                    |
| Quelle: ISTAT           |                         |                         |                         |                         |                         |                         |                         |                         |                         |                         |                         |                         |                         |

## Sehenswürdigkeiten
- Pfarrkirche Santi Nabore e Felice (1882)[2]
- Oratorium der Beata Vergine Assunta (1686), erbaut innerhalb des Komplexes der Villa Besana, das möglicherweise ein früheres religiöses Gebäude ersetzt, das in einem Dokument von Alexander III. (Papst) aus dem Jahr 1168.
- Oratorium des Heiligen Andreas (1626), innerhalb der Cascina Ceregallo.
- Schloss von Crippa, (ehemalige Villa Borromeo), erbaut im 15. Jahrhundert als Festung für das Dorf.
- Turm Sirtori Ruine (10.–11. Jahrhundert)[3]
- Villa Besana (16. Jahrhundert[4]), wo sich der höchste Baum Italiens befindet
- Cascina Ceregallo (17. Jahrhundert).[5]
- Cascina Bornò.[6]
- Cascina Colombei.[7]
- Complesso del Ronco.[8]

### Naturgebiete
- Regionalpark Montevecchia und Curonetal.[9]

## Industrie
Die Industrie ist in den Bereichen Metallverarbeitung (Schrauben und Kleinteile), Nautik (wasserdichte Stoffe und Zubehör), Lebensmittel, Textilien, Möbel und Kunststoffe tätig. In der Landwirtschaft werden Getreide und Gemüse angebaut, und es wird Bienenzucht betrieben, wobei auch Honig produziert wird.